# 25.º Troféu HQ Mix
O 25º Troféu HQ Mix foi realizado no dia 3 de agosto de 2013 no Teatro SESC Pompeia, em São Paulo, com apresentação de Serginho Groisman. A premiação, referente aos lançamentos de quadrinhos de 2012, é baseada em votação realizada entre desenhistas, roteiristas, professores, editores, pesquisadores e jornalistas ligado à área de quadrinhos no Brasil. O troféu (que homenageia um autor diferente a cada ano) representava os personagens Los Três Amigos, criado por Angeli, Glauco e Laerte.
Um júri de especialistas e jornalistas na área de quadrinhos e humor gráfico foi selecionado para a definição da lista de indicados. Fizeram parte do júri Gualberto Costa (presidente), Jal, Heitor Pitombo, Marcelo Naranjo, Rodrigo Febrônio, Silvio Alexandre e Télio Navega. No final de março, uma lista com os pré-indicados em todas as categorias foi divulgada no blog oficial do prêmio, sendo aberta para discussão (exceção para as categorias "Web Tiras" e "Web Quadrinhos", que contaram pela primeira vez com inscrições prévias, enviadas por e-mail para os organizadores).
Após avaliação das sugestões, os membros do júri fizeram alterações na lista de indicados, divulgando-a oficialmente em 10 de abril. Em 2013, foram sete indicados por categoria. Embora seja permitido aos eleitores escolherem um nome que não esteja entre os indicados, normalmente vence quem está na lista.
Este ano, foi criada a categoria "Destaque Língua Portuguesa", cujo vencedor é escolhido pelo júri oficial. A categoria premia quadrinhos dos países lusófonos. Também foi criada a categoria "Fã de quadrinhos - personalidade", com a intenção de homenagear uma personalidade que publicamente se confessa apreciador dos quadrinhos.

## Prêmios[1]
| Categoria                                | Vencedor(es) | Outros indicados |
| ---------------------------------------- | --- | --- |
| Adaptação para os quadrinhos             | Coleção Shakespeare em Quadrinhos - vol. 4 - A tempestade Lillo Parra e Jefferson Costa / editora Nemo                                                               | - Adormecida: 100 anos para sempre (8inverso) - Dom Casmurro (Ática) - Frankenstein (Peirópolis) - Freud (Cia. das Letras) - O Ateneu (Ática) - O negrinho do pastoreio (Ygarapé) |
| Desenhista de humor gráfico              | Angeli | - Alpino - Baptistão - Chico Caruso - J. Bosco - Jean - Mario Alberto - Santiago |
| Desenhista estrangeiro                   | Craig Thompson Habibi | - Bastien Vivès (O gosto do cloro) - Daniel Clowes (Wilson) - Eduardo Risso (100 Balas, vol.9 - Noite de Jazz) - Enki Bilal (Animal'Z e Trilogia Nikopol) - Ignacio Minaverry (Dora) - Winshluss (Pinóquio)                                                                                               |
| Desenhista nacional                      | Danilo Beyruth Astronauta - Magnetar | - Fabio Cobiaco (V.I.S.H.N.U.) - Fernandes (Alma) - Fido Nesti (A máquina de Goldberg) - Gustavo Duarte (Monstros!) - Marcello Quintanilha (O Ateneu) - Rogério Vilela (Acordes) |
| Destaque internacional                   | André Diniz | - Cris Peter - Diógenes Neves - Ed Benes - Gabriel Bá - Rafael Albuquerque - Renato Arlem |
| Destaque latino-americano                | En Dosis Diarias 2 Alberto Montt / editora Ediciones B / Chile | Eleito pela comissão e pelo júri especial |
| Destaque língua portuguesa               | Pontas Soltas - Cidades Ricardo Cabral / editora Asa / Portugal | Eleito pela comissão e pelo júri especial |
| Dissertação de Mestrado                  | Educação para Abolição: charges e histórias em quadrinhos no Segundo Reinado Thiago Vasconcellos Modenesi / Universidade Federal de Pernambuco                       | Eleito pela comissão e pelo júri especial |
| Edição especial estrangeira              | Pinóquio Winshluss / editora Globo | - Habibi (Quadrinhos na Cia.) - Neonomicon (Panini) - O gosto do cloro (LeYa/Barba Negra) - O paraíso de Zahra (LeYa/Barba Negra) - Pagando por sexo (Martins Fontes) - Wilson (Quadrinhos na Cia.) |
| Edição especial nacional                 | Astronauta - Magnetar Danilo Beyruth / editora Panini | - A máquina de Goldberg (Quadrinhos na Cia.) - Alma (independente) - Desistência do azul (Zarabatana) - Monstros! (Quadrinhos na Cia.) - Suburbia (Retina 78 - LFC Produções - Globo Marcas) - V.I.S.H.N.U. (Quadrinhos na Cia.)                                                                          |
| Editora do ano                           | Nemo | - 8inverso - Cia. das Letras - Devir - Gal - Panini - Zarabatana |
| Evento                                   | Gibicon nº 1 - Convenção Internacional de Quadrinhos de Curitiba Curitiba                                                                                            | - II Ugra Fest Zine - 19º Fest Comix - Fanzinada - Multiverso Comic Con - Quantacon - Ziraldo 80 |
| Exposição                                | Ocupação Angeli Itaú Cultural | - 30 Anos da Gibiteca - Quadrinhos '51 - Macanudismo, quadrinhos, desenhos e pinturas de Liniers - Max, Panoptica - Tesouros da Grafipar - Ziraldo 80 |
| Fã de quadrinhos - personalidade         | Danilo Gentili | Eleito pela comissão e pelo júri especial |
| Grande contribuição                      | História da caricatura brasileira Luciano Magno / editora Gala | Eleito pela comissão e pelo júri especial |
| Grande mestre                            | Rubens Lucchetti | Eleito pela comissão e pelo júri especial |
| Homenagem especial                       | Ao mestre com carinho: Rodolfo Zalla Marcio Baraldi | Eleitos pela comissão e pelo júri especial |
| Homenagem especial                       | Danilo Santos de Miranda | Eleitos pela comissão e pelo júri especial |
| Homenagem especial                       | Os Zeróis Ziraldo / editora Globo | Eleitos pela comissão e pelo júri especial |
| Livro teórico                            | E Benício criou a mulher Gonçalo Junior / editora Opera Graphica | - História da caricatura brasileira (Luciano Magno) - Stan Lee, o reinventor dos super-heróis (Roberto Guedes) - A morte do Grilo (Gonçalo Júnior) - Gibi - A revista sinônimo de quadrinhos (Waldomiro Vergueiro) - Grafipar: a editora que saiu do eixo (Gian Danton) - Revolução do gibi (Paulo Ramos) |
| Novo talento (desenhista)                | Pedro Franz Suburbia | - Denis Mello (Patisco Apresenta vol. 1) - Denny Chang (Trópico Fantasma) - Laerte Silvino (I-Juca Pirama) - Pablo Carranza (Se a vida fosse como a internet) - Paula Mostroberti (Adormecida - cem anos para sempre) - Rafael Vasconcelos (Shakespeare em Quadrinhos, vol. 5 - Macbeth e Ditadura no Ar) |
| Novo talento (roteirista)                | Raphael Fernandes Ida e Volta e Ditadura no Ar nº 2 | - Angélica Freitas (Guadalupe) - Cristina Eiko e Paulo Crumbim (Quadrinhos A2) - L. M. Melite (Desistência do azul) - Lillo Parra (Shakespeare em Quadrinhos, vol. 4 - Tempestade) - Ronaldo Bressane (V.I.S.H.N.U.) - Vanessa Barbara (A máquina de Goldberg)                                            |
| Produção para outras linguagens          | Malditos Cartunistas Série de TV de Daniel Garcia e Daniel Paiva | - A guerra dos gibis (filme) - Ao mestre com carinho - Rodolfo Zalla (filme) - Penas (filme) - Cena HQ Brasil (teatro) - Vestido de Laerte (filme) - Zéfiro Explícito (filme) |
| Projeto editorial                        | Graphic MSP editora Panini | - Coleção Moebius (Nemo) - Os Novos 52 (Panini) - Ouro da Casa (Panini) - Roger Cruz Artbook #1 (independente) - São Luís de Fábio Moon e Gabriel Bá (Casa 21) - V.I.S.H.N.U. (Quadrinhos na Cia.) |
| Publicação de aventura / terror / ficção | The Walking Dead Robert Kirkman e Tony Moore / editora HQM | - 20th Century Boys #1 e #2 (Panini) - Bakuman #6 ao #16 (JBC) - Desterro (independente) - J. Kendall: aventuras de uma criminóloga #86 ao #97 (Mythos) - The Boys 2 (Devir) - Vertigo #26 ao #37 (Panini)                                                                                                |
| Publicação de clássico                   | Diomedes - a trilogia do acidente Lourenço Mutarelli / editora Quadrinhos na Cia                                                                                     | - A Trilogia Nikopol (Nemo) - Avenida Paulista (Cia. das Letras) - Creepy - contos clássicos de terror - vol. 1 (Devir) - Incal Integral (Devir) - O Eternauta (Martins Fontes) - O Vira-Lata (Peixe Grande)                                                                                              |
| Publicação de humor gráfico              | Se a vida fosse como a internet Pablo Carranza / editora Beleléu | - 80 Cartuns - Alma - Brasil do Bem - Mad #43 ao #53 - Mau Humor - Os Frustrados |
| Publicação de tiras                      | Valente para todas Vitor Cafaggi / independente | - As tiras clássicas do Pelezinho (Panini) - Calvin & Haroldo - vol. 10 - felino selvagem psicopata e homicida (Conrad) - Escola de Animais (Balão Editorial) - Macanudo 5 (Zarabatana) - Minha vida ridícula (Zarabatana) - Vida Besta (independente)                                                    |
| Publicação independente de autor         | Quadrinhos A2 - segunda temporada Cristina Eiko e Paulo Crumbim | - Ditadura no Ar nº 2 (Raphael Fernandes e Abel) - Nem Morto (Léo Finocchi) - Privilégios (Gus Moraes) - Sant'Anna da Feira - terra de Lucas (Marcos Franco e Hélcio Rogério) - Sentimento #1, #2 e #3 (Adams Damas e Alexandre Damas) - Tune 8 II (Rafael Albuquerque)                                   |
| Publicação independente de grupo         | Petisco Apresenta I vários autores | - Café Espacial nº 11 - Graffitti 76% Quadrinhos #23 - Monstros! (Beleléu) - Piadas do Fim do Mundo - Ragú Cordel - RPHQ - Ribeirão Preto em Quadrinhos #1 e #2 |
| Publicação independente edição única     | Km Blues Daniel Esteves, Wanderson de Souza e Wagner de Souza | - A rua de lá (Evandro Alves) - Fade Out (Beto Skubs, Rafael de Latorre e Marcelo Maiolo) - Gnut (Pauo Crumbim) - Quarto ao lado (Marcelo Lima, André Leal, Bruno Marcello e Daiane Oliveira) - Se a vida fosse como a internet (Pablo Carranza) - Vida Besta (Galvão)                                    |
| Publicação infantojuvenil                | Turma da Mônica Jovem - O casamento da Mônica vários autores / editora Panini                                                                                        | - Boule e Bill, vol. 2 - semente de cocker (Nemo) - Titeuf: Deus, o sexo e os suspensórios (V&R) - Imaginação e outras histórias (Martin Claret) - One Piece #36 ao #41 (Panini) - Turma da Mônica #60 ao #72 (Panini) - Zé Carioca 70 Anos (Abril)                                                       |
| Publicação mix                           | Creepy – Contos Clássicos de Terror – Volume Um editora Devir | - Fierro Brasil #2 (Zarabatana) - Fim do Mundo em Quadrinhos (Devir - Quanta) - Graffiti 76% Quadrinhos #23 (independente) - Ouro da Casa (Panini) - Ragú Cordel (independente) - The Spirit - vol. 2 - Mais Aventuras (Devir)                                                                            |
| Roteirista estrangeiro                   | Robert Kirkman The Walking Dead | - Alex Robinson (Fracasso de Público: Adeus) - Bastien Vivés (O gosto do cloro) - Brian K. Vaughan (Y: O Último Homem) - Craig Thompson (Habibi) - Daniel Clowes (Wilson) - Naoki Urasawa (20th Century Boys #1 e #2)                                                                                     |
| Roteirista nacional                      | Gustavo Duarte Monstros! | - André Diniz (Negrinho do Pastoreio) - Daniel Esteves (Km Blues e Petisco Apresenta, vol. 1) - Danilo Beyruth (Astronauta - Magnetar) - Ferréz (Desterro) - Marcela Godoy (Shakespeare em Quadrinhos, vol. 5 - Macbeth e A Dama do Martinelli) - Rogério Vilela (Acordes)                                |
| Salão e festival                         | Salão Internacional de Humor Gráfico de Pernambuco Recife | Eleito pela comissão e pelo júri especial |
| Tese de Doutorado                        | Comunicando a cidade em quadrinhos: do narrar ao fabular nos romances gráficos de Will Eisner Marília Santana Borges / Pontifícia Universidade Católica de São Paulo | Eleito pela comissão e pelo júri especial |
| Tira nacional                            | Níquel Náusea Fernando Gonsales | - Agente Zero Treze (Arnaldo Branco e Claudio Mor) - Manual do Minotauro (Laerte) - Minha Vida Ridícula (Adão Iturrusgarai) - Quadrinhos dos Anos 10 (André Dahmer) - Um Sábado Qualquer (Carlos Ruas) - Valente (Vitor Cafaggi)                                                                          |
| Trabalho de conclusão de curso           | Jean Monteiro | Eleito pela comissão e pelo júri especial |
| Web quadrinhos                           | Feira da Fruta vários autores | - Beladona - meus 7 anos - Gnut - Jones - Quadrinhos Rasos - Quem bebe mais? - Terapia - Visualizando citações |
| Web tiras                                | Vida Besta Galvão | - A Vida com Logan - A última quimera - As traumáticas aventuras do filho de Freud - Linha do trem - Overdose homeopática - Vi-venes - Willtirando |